# Modrá punčocha

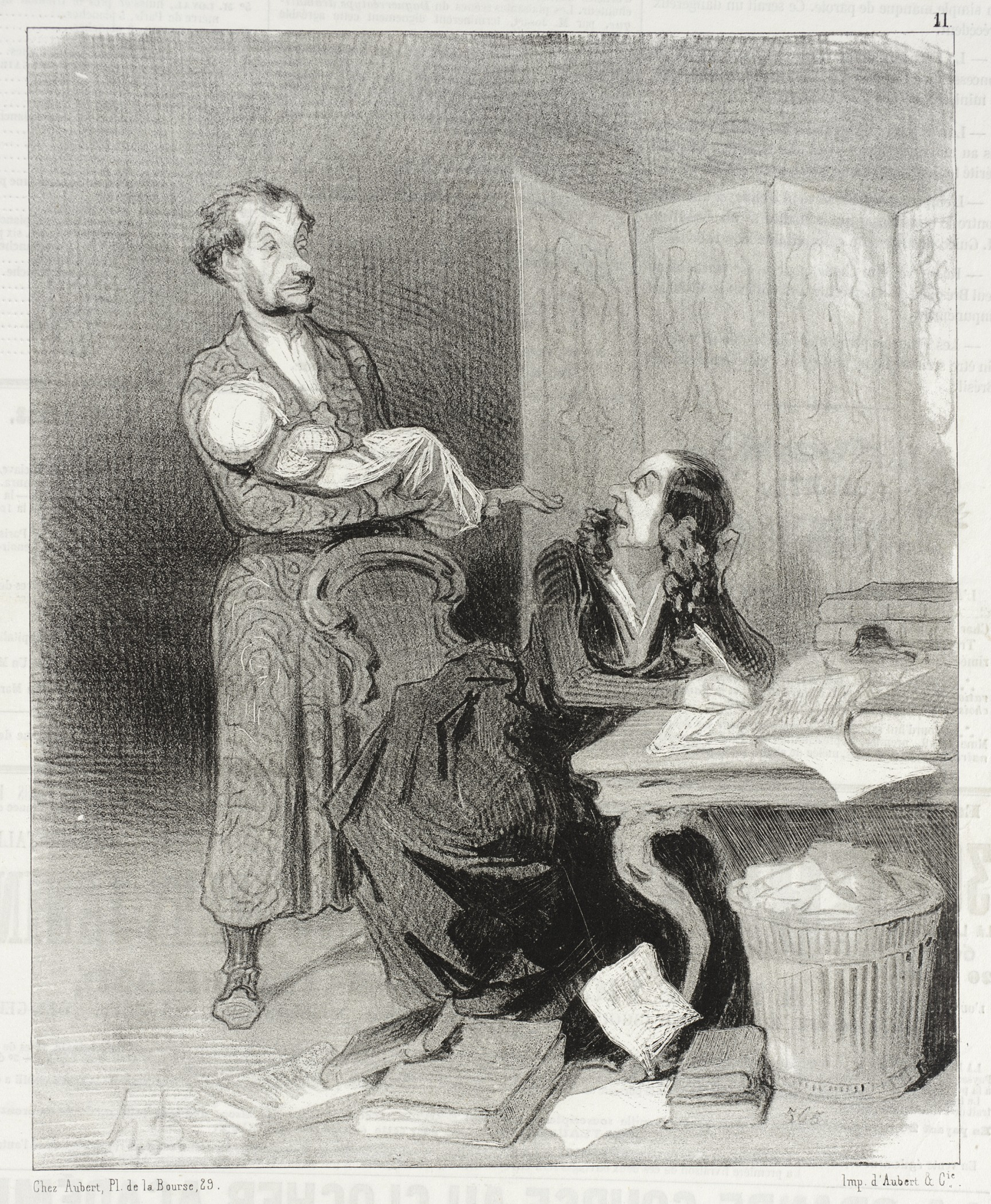
Karikatura Modré punčochy, Honoré Daumier

Modrá punčocha je hanlivý výraz pro vzdělanou ženu, která má vlastní povolání nebo zaměstnání, zajímá se o politiku a nedbá na předepsaný společenský řád, systém nebo pořádek. V Anglii v 18. století vznikl Spolek Modrých punčoch, který vedla hostitelka salónů a literární kritička Elizabeth Montagu (1718–1800), která byla nazvána „Královnou Modrých” (Queen of the Blues). Modrými punčochami tak byly označovány členky spolku mezi než byly Elizabeth Vesey (1715–1791), Hester Chapone (1727–1801) a Elizabeth Carter (1717–1806).
Původně se termín začal používat v 18. století v Anglii a označoval úředníky u soudu, kteří nosili modré punčochy. První vazbu s ženami získal v polovině 18. století, kdy se v Anglii začaly pořádat různé intelektuální setkání (obdoba salónů). Na jedno z nich byl pozván známý botanik, který dorazil v naprosto společensky nevhodném oblečení. Protože neměl dost peněz, oblékl si levné modré punčochy, namísto černých hedvábných punčoch patřících k předepsané róbě. Byl to společenský a módní skandál, v jehož důsledku se označení modré punčochy začalo přeneseně používat pro označení všech, kteří se účastnili intelektuálních debat a setkání a příliš nedbali na vnější formu. Ve vztahu k ženám se tak začalo říkat prvním bojovnicím za ženská práva. V českém prostředí se tak říkalo také pozdějším bojovnicím za volební právo v Anglii a v Americe nazývaným „sufražetky“.

## Užití
- V Japonsku vznikl v roce 1911 Spolek modrých punčoch (青鞜社, Seitó-ša), který vydával literární časopis Seitó (青鞜, v překladu: Modrá punčocha). Jeho zakladatelkou byla Raičó Hiracuka (1886–1971). Časopis se stal důležitým médiem pro propagaci feministických myšlenek v Japonsku. Vydával překlady prací významných osobností feministického hnutí jako byly Ellen Key nebo Emma Goldman.[3] Časopis se také stal médiem, na jehož stránkách byly vedeny rozsáhlé diskuze o interrupcích, prostituci, volné lásce a mateřství. Postupně se radikalizoval pod vedením šéfredaktorky Noe Itó, čím se stal trnem v oku japonské vládě, jejíž cenzura zakazovala publikaci některých čísel. V roce 1916 časopis zanikl z důvodu nedostatku finančních prostředků, neboť vláda zabránila distributorům v jeho prodeji.[4]
- Modrá punčocha je název českého vydání výboru z tvorby francouzského romantika Charlese Nodiera (1770–1844) z roku 2018 pojmenovaného podle povídky „Jean François Modrá punčocha”(1833) o mladém géniovi, který se „zbláznil z přílišné přemoudřelosti“.[5]